# Elias Fausto Pacheco Jordão
Elias Fausto Pacheco Jordão (São João do Rio Claro, 18 de fevereiro de 1849 — Paris, 26 de março de 1901) foi um engenheiro, empresário e político brasileiro.

## Biografia
Filho de José Elias Pacheco Jordão e de Maria Marcolina. Seu pai foi deputado provincial em São Paulo. Formou-se em engenharia civil na Universidade de Cornell, em 2 de julho de 1874.
Um dos fundadores do Partido Republicano Paulista, Elias Fausto foi uma influente personalidade no interior de São Paulo, tendo sido eleito deputado em 1898, falecendo antes de terminar o mandato Jordão também foi o fundador da Vidraria Santa Marina.
Em sua homenagem foi batizado o município de Elias Fausto, na microrregião de Campinas.